# Festulolium fredericii
Festulolium fredericii är en gräsart som beskrevs av Cugnac och Aimée Antoinette Camus. Festulolium fredericii ingår i släktet Festulolium och familjen gräs. Inga underarter finns listade i Catalogue of Life.